# Cystomastax minor
Cystomastax minor är en stekelart som beskrevs av Szepligeti 1906. Cystomastax minor ingår i släktet Cystomastax och familjen bracksteklar. Inga underarter finns listade i Catalogue of Life.